# Jonas Smalakys
Jonas Smalakys, auch Jons Smalakys, auch Johann Smalakies (* 7. Juni 1835 in Gross-Trumpeiten bei Kaukehmen; † 8. Mai 1901 in Tilsit) war deutsch-litauischer Gutsbesitzer und Mitglied des Reichstages (MdR).

## Leben
Er erlernte die Landwirtschaft im väterlichen Betrieb. Sein ihm ausgezahltes Erbteil verwendete er gegen Ende der 1850er-Jahre zu einer Grand Tour, die ihn von Europa über die Balkanhalbinsel nach Asien und Ägypten (Sahara) über Palästina (Jordan, Berg Sinai) führten. Smalakys kämpfte 1859 im italienischen Unabhängigkeitskrieg unter Garibaldi. Als „weitgereister und welterfahrener Mann“ zurückgekehrt, vermählte er sich in Kaukehmen am 15. Januar 1862 mit Lydia Matzick (* 27. August 1840; † 23. Juli 1927). 1892 war er Mitgründer der litauischen konservativen Partei, die er bis zu seinem Tode leitete. Er engagierte sich in zahlreichen Petitionen für die Verwendung der litauischen Sprache in den Schulen. Ab 1895 leitete er die Gesellschaft Birutė zum Schutz der litauischen Kultur.
Bei der Reichstagswahl 1898 kandidierte Smalakys im Wahlkreis Reichstagswahlkreis Regierungsbezirk Königsberg 1 gegen einen gemeinsamen Kandidaten der liberalen Freisinnigen Volkspartei und Freisinnigen Vereinigung und gegen einen Kandidaten der Deutschkonservativen, der vom Bund der Landwirte unterstützt wurde. Da kein Kandidat im ersten Wahlgang die absolute Mehrheit erreichte, fand eine Stichwahl zwischen Smalakys und dem konservativen Kandidaten statt, bei der Smalakys durch die Liberalen unterstützt wurde und den Wahlkreis mit 54,8 % der Stimmen gewann (im ersten Wahlgang 22,9 %). Von 1898 bis zu seinem Tode war er Mitglied des Deutschen Reichstags. Smalakys wurde Hospitant der konservativen Partei. Dort trat er mit größter Entschiedenheit für die Vermehrung der deutschen Kriegsrüstung ein (siehe seine Rede vom 14. März 1899). Er starb zu Tilsit während seiner Mandatsperiode, die von 1898 bis 1903 hätte dauern sollen. Im Juli 1901 kam es deswegen zu einer Nachwahl, bei der die Deutschkonservativen ein Wahlbündnis mit den Litauern eingingen und einen gemeinsamen litauischen Kandidaten aufstellten. Dieser gewann den Wahlkreis in der Stichwahl gegen seinen sozialdemokratischen Gegenkandidaten.